# SN 2005R
SN 2005R – supernowa typu IIn odkryta 13 stycznia 2005 roku w galaktyce UGC 6274. W momencie odkrycia miała maksymalną jasność 17,40m.